# Estropianesimo
L'estropianesimo è una filosofia transumanista caratterizzata da una serie di principi riguardanti l'estropia, definiti per la prima volta da Max More in The Principles of Extropy. L'estropianesimo pone una forte enfasi sul pensiero razionale, nella promozione di una società aperta, e nell'ottimismo pratico.
"Estropia", coniata da Tom Bell (T.O. Morrow) nel gennaio del 1988, è definita come l'insieme dell'intelligenza, dell'ordine funzionale, della vitalità, dell'energia, vita, esperienza, capacità e spinta al miglioramento e alla crescita di un sistema vivente o organizzativo. Estropia esprime una metafora, invece di essere un semplice termine tecnico, e quindi non significa semplicemente l'opposto di entropia.
Secondo Max More, questi principi "non specificano un credo particolare, delle tecnologie o delle politiche". L'estropianesimo condivide il credo della scuola di filosofia da cui trae origine, il transumanesimo, e molti estropici credono in una singolarità tecnologica. L'estropianesimo sostiene una ottimistica visione del futuro, prevedendo considerevoli progressi della capacità computazionale, dell'aspettativa di vita, nella nanotecnologia e simili. Molti estropici credono nella libertà, nella sovranità di ogni individuo, nella possibilità di aumentare il senso individuale dell'esistenza attraverso la longevità attiva artificiale e nella eventuale realizzazione di una vita teoricamente illimitata e nella resurrezione (per chi fosse preservato per mezzo della crionica) attraverso mezzi tecnologici.

## Upload umano
Secondo le credenze dell'estropianesimo, sarà un giorno possibile fare l'uploading, "scaricare" tutte le proprie memorie, caratteristiche, personalità - in essenza il proprio io - dal cervello a qualche supporto alternativo tecnologico, come un disco rigido oppure un chip di silicio. Questo ci separerebbe effettivamente dal nostro corpo e ci libererebbe per sopravvivere alla morte del nostro corpo. Bart Kosko, rispettato matematico dell'Università della California del sud, ha cercato di dimostrare come sia teoricamente possibile "scaricare" noi stessi in un database.
Tutto questo è concepito nell'aspirazione di unire in un'unica grande "consapevolezza collettiva" insieme a tutte le informazioni oggettive disponibili, per essere sia immortali che onniscienti. Lo stesso Kosko nel presentare queste idee, le contrappone alla concezione dell'essere umano sostenuta dalle religioni, in particolare al cristianesimo, che considera così superato. La concezione cristiana, però, ritiene l'essere umano come un'unità di spirito, anima e corpo, e quindi l'auspicata procedura, ammesso che sia possibile, pregiudicherebbe l'identità umana. Queste "aspirazioni", inoltre, possono anche essere considerate espressioni moderne delle frustrate ambizioni degli edificatori della torre di Babele.
Queste speculazioni ricorrono spesso nella fantascienza.

## L'Extropy Institute
Nel 1987, Max More si trasferì a Los Angeles dalla Università di Oxford in Inghilterra, dove aveva fondato la prima organizzazione crionica europea, conosciuta come Mizar Limited (più tardi Alcor-UK), per lavorare al suo Ph.D. in filosofia alla University of Southern California. More incontrò Tom Bell alla USC, e insieme svilupparono idee sul futuro.
Nel 1988, fu pubblicato "Extropy: The Journal of Transhumanist Thought", che raccolse pensatori per scrivere di intelligenza artificiale, nanotecnologia, ingegneria genetica, life extension, mind uploading, Idea Futures, robotica, esplorazione spaziale, e della politica ed economia del transumanismo. I media alternativi iniziarono presto a recensire la rivista e questa attrasse l'interesse di pensatori con simili attitudini. Più tardi More e Bell cofondarono l'Extropy Institute, una organizzazione culturale non-profit. "ExI" fu fondato come centro di informazione e di lavoro in rete per l'utilizzo delle conoscenze scientifiche disponibili insieme al pensiero critico e a quello creativo per definire un piccolo insieme di principi e valori che potessero aiutare a dare un senso alle nuove possibilità che si aprivano all'umanità.
La mailing list dell'Extropy Institute fu lanciata nel 1991 e nel 1992 l'istituto iniziò ad organizzare le prime conferenze sul transumanismo, ed i membri affiliati in tutto il mondo cominciarono ad organizzare gruppi transumanisti locali. Extro Conferences, incontri, feste, dibattiti online e documentari continuano a divulgare il transumanismo al pubblico. Internet divenne presto il terreno ideale per le persone interessate ad esplorare le nuove tecnologie con siti web come Extropy Institute, Alcor Life Extension Foundation, Foresight Institute, Transhumanist Arts & Culture, and BetterHumans.
Oggi altre organizzazioni che si sono unite all'Extropy Institute per far progredire le idee transumaniste, come la Alcor Life Extension Foundation, Foresight Institute, Transhumanist Arts & Culture, l'Immortality Institute, Aleph in Svezia, TransVision in Europa, la World Transhumanist Association, Singularity Institute for Artificial Intelligence, e numerose altre organizzazioni che si stanno sviluppando in questo momento.